# Semimaru
Semimaru (蟬丸?) o Semimaro fue un músico y poeta japonés que vivió a comienzos de la era Heian. Su nombre está incluido en la lista antológica Ogura Hyakunin Isshu, pero no existen registros históricos sobre su linaje. Algunas fuentes indican que fue un hijo del Emperador Uda o que fue el cuarto hijo del Emperador Daigo. También se cree que vivió durante el reinado del Emperador Ninmyō.

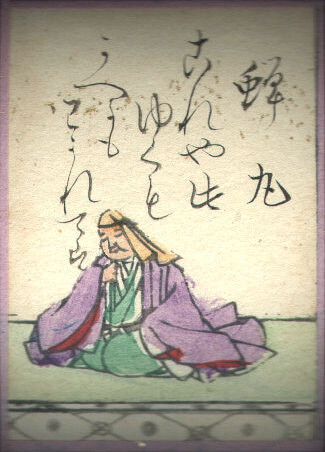
Semimaru, en el Hyakunin Issu.

Fue un vagabundo y que se cree que vivió en la cueva de Afusaka no Seki escribiendo poesía waka. Por esta razón es conocido también como Seki no Akagami (関の明神?). Por tres años Minamoto no Hiromasa viajó a la capital regularmente, y se cree que Semimaru le enseñó las técnicas secretas del ryūsen (流泉?) y del takuboku (啄木?), usadas en el biwa (琵琶?) o laúd japonés. Hay otras leyendas que aseveran que no era un maestro del biwa, porque era ciego. En cuanto a los waka, algunos fueron incluidos en la antología Gosen Wakashū y en las antologías imperiales Shin Kokin Wakashū y Zoku Kokin Wakashū. También es mencionado en algunas obras como el Konjaku Monogatarishū y el Heike Monogatari.
En el teatro nō existe una canción llamada Sekimaru en donde se describe la vida de una mujer llamada Sakagami (逆髪?), quien fue a Afusaka no Seki e inicialmente desafía a Semimaru, pero eventualmente se enamora de éste y posteriormente tienen una separación dolorosa. No se sabe si el tal Semimaru de la historia se refiere al poeta.
En el Santuario Seki Semimaru en Ōtsu, prefectura de Shiga, se le rinde tributo como kami.